# Georges Vandenberghe
Georges Vanderberghe (Oostrozebeke, 28 dicembre 1941 – Bruges, 23 settembre 1983) è stato un ciclista su strada belga.
Professionista tra il 1963 ed il 1972, conta la vittoria di una tappa al Giro d'Italia e di una tappa al Tour de France.

## Carriera
I principali successi da professionista furono una tappa al Tour de France 1966, una tappa al Giro d'Italia 1967, la Flèche enghiennoise nel 1967 e una tappa alla Setmana Catalana nel 1970. Al Tour de France 1968 vestì per 11 giorni la maglia gialla.

## Palmarès
- 1964

Omloop der Zuid-West-Vlaamse Bergen
9ª tappa, 1ª semitappa Volta a Portugal (Tavira > Tavira)
12ª tappa Volta a Portugal
13ª tappa, 2ª semitappa Volta a Portugal
14ª tappa Volta a Portugal
- 1966

13ª tappa Tour de France (Revel > Sète)
- 1967

Flèche enghiennoise
13ª tappa Giro d'Italia (Chieti > Riccione)
Ronde van Oost-Vlaanderen
- 1970

4ª tappa Volta a Catalunya
4ª tappa Setmana Catalana (Manlleu > Granollers)
Grand Prix du Tournaisis

### Altri successi
- 1963

Kermesse di Anzegem
Criterium di Moorsele
Kermesse di Ruiselede
Criterium di Schoonaarde
- 1964

Classifica a punti Volta a Portugal
Criterium di Moorsele
Kermesse di Sint-Andries
Kermesse di Westrozebeke
- 1967

Kermesse di Machelen
- 1968

11 giorni in maglia gialla al Tour de France
Classifica sprint Tour de France
Criterium di Assebroek
- 1971

Criterium di Sirault

## Piazzamenti

### Grandi Giri
- Giro d'Italia

1965: 40º
1967: 42º
1968: 53º
1970: 70º
- Tour de France

1965: 40º
1966: 60º
1967: 45º
1968: 18º
1969: 56º
1970: ritirato
1971: 42º

### Classiche monumento
- Milano-Sanremo

1966: 84º
1968: 16º
1970: 15º
- Giro delle Fiandre

1966: 3º
1967: 12º
- Liegi-Bastogne-Liegi

1967: 4º
- Parigi-Roubaix

1966: 28º
1967: 4º
1970: 11º

### Competizioni mondiali
- Campionato del mondo

Heerlen 1967 - Individuale in linea: ritirato
Imola 1968 - Individuale in linea: ritirato